# Радіонова Валентина Іванівна
Валентина Іванівна Радіонова (1926 — ?) — українська радянська діячка, новатор виробництва, бригадир бригади шліфувальників Одеського заводу радіально-свердлильних верстатів імені Леніна Одеської області. Депутат Верховної Ради УРСР 7—8-го скликань.

## Біографія
З 1951 року — шліфувальниця, бригадир бригади шліфувальників Одеського заводу радіально-свердлильних верстатів імені В. І. Леніна Одеської області. За високі виробничі показники бригаді Валентини Радіонової було присвоєно звання бригади комуністичної праці.
Член КПРС.

## Нагороди
- ордени
- медалі